# Плешканівська сільська рада
Плешкані́вська сільська́ ра́да — адміністративно-територіальна одиниця та орган місцевого самоврядування в Золотоніському районі Черкаської області. Адміністративний центр — село Плешкані.

## Загальні відомості
- Населення ради: 651 особа (станом на 2001 рік)

## Населені пункти
Сільській раді підпорядковані населені пункти:
- с. Плешкані

## Склад ради
Рада складається з 12 депутатів та голови.
- Голова ради: Левченко Микола Олексійович

### Керівний склад попередніх скликань
| Прізвище, ім'я, по батькові | Основні відомості                                                               | Дата обрання | Дата звільнення |
| --------------------------- | ------------------------------------------------------------------------------- | ------------ | --------------- |
| Левченко Микола Олексійович | Сільський голова, 1955 року народження, освіта середня спеціальна, безпартійний | 26.03.2006   | 31.10.2010      |
| Левченко Микола Олексійович | Сільський голова, 1955 року народження, освіта середня спеціальна, безпартійний | 31.10.2010   |                 |

Примітка: таблиця складена за даними сайту Верховної Ради України

### Депутати
За результатами місцевих виборів 2010 року депутатами ради стали:

#### За суб'єктами висування
| Суб'єкт висування | Кількість обраних депутатів | %   |
| ----------------- | --------------------------- | --- |
| Самовисування     | 12                          | 100 |

#### За округами
| № округу | Прізвище, ім'я, по батькові     | Дата визнання обраним | Освіта  | Партійна приналежність                        | Відомості про обраного депутата                                     |
| -------- | ------------------------------- | --------------------- | ------- | --------------------------------------------- | ------------------------------------------------------------------- |
| 1        | Кива Михайло Михайлович         | 03.11.2010            | середня | позапартійний                                 | ПлешканівськиНВК, робітникпообслуговуванню                          |
| 2        | Авраменко Ольга Петрівна        | 03.11.2010            | середня | член Всеукраїнського об'єднання «Батьківщина» | ПСП"Плешка ні", доярка                                              |
| 3        | Шаповал Алла Іванівна           | 03.11.2010            | вища    | позапартійна                                  | домогоспод арка                                                     |
| 4        | Кива Наталія Іванівна           | 03.11.2010            | вища    | позапартійна                                  | ПСП"Плешка ні", доярка                                              |
| 5        | Герасименко Любов Олександрівна | 03.11.2010            | вища    | член Всеукраїнського об'єднання «Батьківщина» | Плешканівськепоштовевідділення, начальниквідділенняпочтовогозв'язку |
| 6        | Єщенко Григорій Ілліч           | 03.11.2010            | вища    | позапартійний                                 | тИП                                                                 |
| 7        | Степанець Віталій Іванович      | 03.11.2010            | середня | позапартійний                                 | ПСП"Плешка ні", сторож                                              |
| 8        | Лазарчук Іван Леонідович        | 03.11.2010            | середня | позапартійний                                 | ПСП"Плешкані", водій                                                |
| 9        | Івахова Наталія Володимирівна   | 03.11.2010            | вища    | позапартійна                                  | приватний підприємець                                               |
| 10       | Семенець Олеся Олександрівна    | 03.11.2010            | вища    | член Всеукраїнського об'єднання «Батьківщина» | ПСП"Плешка ні", обліковець молока                                   |
| 11       | Черба Ганна Юріївна             | 03.11.2010            | вища    | позапартійна                                  | домогоспо дарка                                                     |
| 12       | Міхова Галина Іванівна          | 03.11.2010            | вища    | член Народної партії                          | Плешканівськасільськарада, секретар сільської ради                  |